# Miss Jones
Miss Jones (The Devil in Miss Jones) è un celebre film pornografico diretto da Gerard Damiano nel 1973.
Il titolo originale della pellicola riprende quello di The Devil and Miss Jones, noto in Italia come Il diavolo si converte, film del 1941 di Sam Wood. Il lungometraggio è considerato un classico del cinema porno della cosiddetta "Golden Age of Porn" (l'epoca d'oro del porno) degli anni settanta.

## Trama
Miss Justine Jones, una donna matura rimasta vergine, si suicida. Quando giunge all'inferno, il diavolo, scandalizzato da questo fatto, le dà la possibilità di provare i piaceri della carne che ella non ha potuto mai conoscere in vita, ma al ritorno all'inferno sarà condannata a masturbarsi per l'eternità, senza mai raggiungere l'orgasmo.

## Produzione
Georgina Spelvin aveva 36 anni all'epoca del film. The Devil in Miss Jones fu uno dei suoi primi ruoli come attrice dopo una carriera trascorsa a Broadway come ballerina dove lavorò in produzioni quali Guys and Dolls, Sweet Charity, e The Pajama Game.
Il suo ruolo da protagonista in Miss Jones è tipico della sua carriera, dove spesso interpretò personaggi di donne represse che sperimentavano un "risveglio sessuale" per poi diventare delle ninfomani. Inoltre spesso i suoi personaggi erano destinati a una fine tragica in molti dei suoi film. Miss Jones fu la prima volta in cui utilizzò il nome d'arte "Georgina Spelvin" in riferimento a George Spelvin, il tradizionale nome d'arte utilizzato in teatro per nascondere la vera identità di un artista per svariate ragioni. Secondo quanto da lei riportato in un'intervista, nel corso delle riprese del film la Spelvin si occupò del servizio di catering e spesso cucinava per la troupe sul set.
Nella prima e nell'ultima scena il regista appare nel ruolo di un pazzo farneticante.

## Distribuzione
Il film ebbe la sua prima a New York il 28 marzo 1973. In molte sale veniva proiettato dopo Gola profonda come parte di un "pacchetto unico". In Italia venne distribuito nelle sale nell'aprile 1981.

## Accoglienza

### Incassi
Miss Jones infranse il record di incassi mai ottenuti da un film porno. Ebbe maggiore successo commerciale rispetto a Gola profonda e Dietro la porta verde, arrivando a competere con alcune produzioni mainstream. Guadagnò 15 milioni di dollari negli Stati Uniti, diventando il decimo maggior incasso del 1973, dietro Paper Moon - Luna di carta con Ryan O'Neal e Agente 007 - Vivi e lascia morire con Roger Moore.

## Sequel
Il film ha dato origine a 5 seguiti, tra il 1982 ed il 1999:
1. The Devil in Miss Jones, Part II (1982)
2. The Devil in Miss Jones 3: A New Beginning (1986)
3. The Devil in Miss Jones 4: The Final Outrage (1986)
4. The Devil in Miss Jones 5: The Inferno (1994)
5. The Devil in Miss Jones 6 (1999)

La protagonista del primo film Georgina Spelvin è stata anche la protagonista del primo seguito, mentre gli altri sono stati interpretati da altre attrici.
Nel 2005 è stato realizzato un remake con Savanna Samson e Jenna Jameson. In questo film Georgina Spelvin interpreta un cameo.